# Eatonica
Eatonica is een geslacht van haften (Ephemeroptera) uit de familie Ephemeridae.

## Soorten
Het geslacht Eatonica omvat de volgende soorten:
- Eatonica crassi
- Eatonica denysae
- Eatonica josettae
- Eatonica luciennae
- Eatonica patriciae
- Eatonica schoutedeni